# حي منفوحة (الرياض)

أسواق العثيم في شارع منفوحة العام بمدينة الرياض

منفوحة الجديدة عند ممر سفيان بن وهب.

حي منفوحة (الرياض) حي من أحياء جنوب مدينة الرياض واقعة في مثلث، ضلعاه الشرقي والغربي واديا الوتر وحنيفة، اللذان يلتقيان بعد منفوحة مباشرة في رأس الزاوية الجنوبية، وقاعدته العنف الذي يقع بين منفوحة والرياض، وتسمى أحيانًا بمنفوحة الأعشى نسبة لأشهر من سكنها وهو الشاعر العربي المعروف الأعشى.

## أحياء منفوحة
- القسم الشمالي يضم الطويلعة، سكيرينة، جنوب معكال والحبونية.
- القسم الجنوبي يضم حي الدواسر، حلة عبد الله، حي الزهور، منفوحة القديمة، حي المصانع.
- القسم الشرقي ويضم منطقة سوق الحراج، شمال منفوحة، امتداد شارع العشرين من الشرق.
- القسم الغربي يضم حي اليمامة، حي النسيج، شارع خزان مياه منفوحة، امتداد شارع العشرين من الغرب.[4]

## سبب التسمية
- قيل أن سبب تسميتها بهذا الاسم عند اللغويين لأن منفوحة اسم مفعول من النفح، وذلك لوقوعها في مهب الصبا، حيث تنفح منها الرياح التي تهب من مطلع الشمس.
- يقول الأصفهاني أن التسمية جاءت من أجل قولهم: انفح لنا أي هب لنا؛ فسميت منفوحة.
- يقول الحموي أن هذا الاسم مأخوذ من قول زعيم بني حنيفة عبيد بن ثعلبة، لبني قيس بن ثعلبة لما طلبوا النزول والجوار حوله؛ فأجابهم بقوله: مالي من فضل غير أني سأنفحكم، ثم علل الحموي بأنه أخذ من قولهم: نفح بشيء أي أعطاه.
- كما أن الاسم قد يُطلق على هذه القرية وغيرها بصفة الجمع؛ فيقال: المنافيح أو منفوحتان.[5]

## تاريخ منفوحة
قرية قديمة من قرى وادي حنيفة، كانت ملاصقة للرياض قبل أن تتسع هذه الأخيرة في العصر الحديث وتتحول منفوحة إلى حي من أحيائها.
ذكر ياقوت في معجم البلدان أن منفوحة تأسست على يد قوم من بني قيس بن ثعلبة من بكر بن وائل على أرض أعطيت لهم من قبل أبناء عمومتهم بني حنيفة، وذلك قبل الإسلام بعدة قرون. وقد دخلت منفوحة في القرن الثامن عشر الميلادي (الثاني عشر الهجري) في حرب مع دهام بن دواس أمير الرياض النشيط الذي طرده أبناء عمومته من منفوحة الذي قاوم توسع الدولة السعودية الناشئة آنذاك لما يزيد عن عشرين عاماً حتى استسلمت القريتان للحكم السعودي.
سقطت منفوحة بعد ذلك في يد الأتراك غير أنهم سرعان ما غادروها كما غادروا نجد حيث لم يتمكنوا أبدا من البقاء في نجد بسبب استمرار الغارات ضدهم. أعاد تركي بن عبد الله ضم منفوحة إلى الدولة السعودية الثانية مرة أخرى عام 1824. ثم دخلت منفوحة بعد ذلك تحت نفوذ أمراء حائل من آل رشيد قبل أن يستعيدها عبد العزيز بن عبد الرحمن آل سعود بُعيد دخوله مدينة الرياض عام 1902 وبداية الدولة السعودية الثالثة.
أدى التوسع الهائل للعاصمة الرياض إلى ابتلاع منفوحة بالكامل في القرن العشرين، فهدمت أسوارها ومعظم مباني الطين فيها، كما هجرها غالبية أهلها إلى مناطق أخرى من الرياض وتوجد في منفوحة بعض مباني الطين القديمة بالإضافة إلى مرقب تاريخي، ويشقها طريق واسع يسمى بشارع الأعشى، نسبة إلى الشاعر الجاهلي الأعشى الكبير والذي كان من أهلها.
تميّزت منفوحة سابقا بالمزارع التي عرفت في كل أنحاء نجد حيث يمر وادي حنيفة.

## وصلات خارجية
- «حاضرة» منذ الجاهلية ... وتغزل بها الأعشى.
- من تاريخ بلادنا: منفوحة وأحد رجالاتها مع الموحد....